# 阿氏杜父魚
阿氏杜父魚，為輻鰭魚綱鮋形目杜父魚亞目杜父魚科的其中一種，分布於歐洲法國及西班牙間阿杜爾河和尼韋勒河淡水流域，體長可達10公分，棲息在水質清澈、流動緩慢地底中層水域，生活習性不明。

## 擴展閱讀
維基物種上的相關：阿氏杜父魚